# 科比洛沃洛基
49°11′21″N 25°46′51″E / 49.18917°N 25.78083°E
科比洛沃洛基（羅馬化：Kobylovoloky）是烏克蘭的村落，位於該國西部捷爾諾波爾州，由特諾皮爾區負責管轄，始建於1394年，面積6.23平方公里，海拔高度350米，2021年人口數1,336，人口密度每平方公里6.23人。